# SN 2005fc
SN 2005fc – supernowa typu Ia odkryta 10 września 2005 roku w galaktyce A212139+0053. W momencie odkrycia miała maksymalną jasność 21,70m.